# ハンス・クリスチャン・ルングビュー
ハンス・クリスチャン・ルングビュー（Hans Christian Lyngbye、1782年6月29日 - 1837年5月18日）は、デンマークの司祭であり、藻類を専門とする植物学者だった。

## 生涯
ハンス・クリスチャン・ルングビューは、1782年に教師をしていたイェンス・ミキルセン・ルングビューの息子として、デンマーク、オールボーで生まれた。1802年までオールボーのラテン語学校に通い、 ヴェンシュセル島の司祭を家庭教師に迎えた。植物学と神学を学び、1812年に卒業。その後、植物学者ニールス・デ・ホフマン＝バングのもとで働き、藻類への興味を目覚めさせた。コペンハーゲン大学のコンテストで優勝し、その結果、ホルネマンは1819年に出版された藻類に関する著作『Tentamen Hydrophytologiæ Danica』の印刷費用を負担した。この本には、7つの新属と50の新種を含む321種の海洋藻類の詳細な説明と70の図版が含まれており、デンマーク、ノルウェー、フェロー諸島、グリーンランドの藻類相に対する認識を高めた 。
1817年にフェロー諸島を訪れ、ゴンドウクジラと捕鯨についての論文を書いた。また、古いフェロー諸島の寓話やバラッドに魅了され、それらを集めたものを作り、それらを書き記すことができるようにするために古いフェロー語を学ぶところまで行った。その中の一つが、北欧の神々を描いた民俗学的にも珍しい『ロキの話（Loka Táttur）』であった。
1819年からは司祭として働き、最初はギースィング（Gjesing）とネアエヤ（Nørager）で、後に海岸沿いのセーボーとキララヤで働き、ここで海藻の研究に励んだ 。
1836年、博士号取得のための学位論文を書いたが、コペンハーゲン大学に運ぶ使者が着ていたマントのポケットの中に忘れられたままで、期限に間に合わなかった。翌年に亡くなった。論文の植物学的な部分は1879年に出版された。
藍藻の属名であるLyngbyaは、ルングビューの栄誉をたたえて命名された。